# Karl Schulz (Kriminalbeamter)
Karl Friedrich Gustav Schulz (* 12. Juli 1908 in Magdeburg; † 18. April 1988 in Bremen) war ein deutscher Polizeibeamter. Während des Nationalsozialismus machte er sich einen Namen als Ermittler gegen Geldfälscher, Wirtschaftskriminalität und Korruption. Er leitete im Reichssicherheitshauptamt (RSHA) die Gruppe Wirtschaft im Amt V (Verbrechensbekämpfung). Als der Chef des Amtes V, Arthur Nebe, im Juni 1941 das Kommando über eine Einsatzgruppe in den besetzten Gebieten der Sowjetunion übernahm, begleitete ihn Schulz als Adjutant. Nicht zuletzt auf Grund seiner guten Vorkriegskontakte zur britischen Kriminalpolizei wurde Schulz nach dem Zweiten Weltkrieg trotz seines hohen SS-Dienstgrades wieder im Polizeidienst beschäftigt. 1952 übernahm er die Leitung des Landeskriminalamtes Bremen, die er bis zu seiner Pensionierung 1968 innehatte. Diverse Ermittlungsverfahren gegen Schulz wurden eingestellt, weil ihm keine schuldhafte Beteiligung an den Massenverbrechen der Einsatzgruppen nachgewiesen werden konnte.

## Leben
Der Sohn eines Oberschirrmeisters besuchte in Magdeburg die II. Bürger-Knabenschule und die Guericke-Oberrealschule in Magdeburg. 1921 kam er nach Berlin, wo er 1926 das Abitur ablegte. Anschließend studierte er Rechts- und Staatswissenschaften in Berlin und Greifswald. Im Sommer 1931 brach er aus finanziellen Gründen sein Studium ab und arbeitete von August 1931 bis Ende März 1932 als wissenschaftlicher Hilfsarbeiter am Preußischen Polizei-Institut Charlottenburg. Hier schrieb er die Abhandlung Die Kriminalpolizei in England.

### Im Nationalsozialismus
Am 1. April 1932 wurde Schulz Kriminalkommissar-Anwärter beim Polizeipräsidium Berlin. Einen entsprechenden Lehrgang am Preußischen Polizei-Institut schloss er im August 1934 mit gut ab. Von Herbst 1934 bis Mai 1935 übernahm er verschiedene Kommissariate der Berliner Einbruchs- und Mordinspektion. Er wurde am 15. September 1934 zum Kriminalkommissar auf Probe und am 15. März 1935 auf Lebenszeit ernannt. Er leitete bis Ende die Deutsche Zentralstelle für Geldfälschungen, mit der er im Mai 1935 in das preußische Landeskriminalpolizeiamt überführt wurde.
Schulz unterhielt gute Beziehungen zur englischen Kriminalpolizei. Er begleitete im Juni 1935 Joachim von Ribbentrop und die deutsche Flottendelegation und knüpfte Kontakte zu Scotland Yard. Im Januar 1936 reiste er mit der deutschen Delegation zum Begräbnis König Georges V. und im März 1936 auch zur Tagung des Völkerbundrates. Von Mai bis September 1936 beteiligte er sich an der Vorbereitung des kriminalpolizeilichen Einsatzes für die Olympischen Spiele in Berlin. Während der Spiele war er für die Überwachung von Hotels und für Fremdenstreifen zuständig. Von Oktober 1936 bis Ende März 1937 war er als Verbindungsmann zur englischen Polizei an die Deutsche Botschaft London abgeordnet.
Anschließend übernahm Schulz im Reichskriminalpolizeiamt die Reichszentrale zur Bekämpfung internationaler und interlokaler Taschendiebe sowie reisender und gewerbsmäßiger Einbrecher und Diebe. Am 1. Mai 1937 wurde Schulz in die NSDAP (Mitgliedsnummer 5.917.967) aufgenommen und am 31. Mai auch in die SS (SS-Nr. 290.376). Bereits seit dem 22. Februar 1933 hatte er der SA angehört. Von September 1938 bis Januar 1939 war er im Organisationsreferat tätig und anschließend im Auslandsreferat. In dieser Funktion arbeitete er auch in der Internationalen Kriminalpolizeilichen Kommission mit. Im November 1939 übernahm er im Reichssicherheitshauptamt das Referat B 2 (Betrug) im Amt V (Verbrechensbekämpfung – Reichskriminalpolizeiamt), das im Juli 1944 zur selbständigen Gruppe Wirtschaft (Zentrale Bekämpfung der Wirtschaftskriminalität) erweitert wurde. Diese Amtsgruppe war auch für Korruptionsfällen in Wehrmacht und Rüstungsindustrie sowohl in Deutschland als auch in den besetzten Gebieten zuständig. Seinem Kollegen Bernd Wehner zufolge ermittelte Schulz auch gegen korrupte SS-Angehörige in den Konzentrationslagern.
Am 1. Juni 1940 wurde Schulz zum Kriminalrat und am 20. August zum SS-Hauptsturmführer (SD) befördert. Am 30. Januar 1944 wurde Schulz zum SS-Sturmbannführer befördert und im Oktober 1944 zum Regierungs- und Kriminalrat ernannt.

#### Adjutant von Arthur Nebe
Als der Chef des Amtes V, Arthur Nebe, nach dem Überfall auf die Sowjetunion im Juni 1941 das Kommando über die Einsatzgruppe B übernahm, begleitete ihn Schulz als persönlicher Referent und Adjutant. Nebe informierte die Heeresgruppe Mitte und den Befehlshaber des Rückwärtigen Heeresgebietes regelmäßig mit Tätigkeitsberichten über seine Aktionen und hielt über seinen Verbindungsoffizier Schulz ständigen Kontakt zum Verbindungsoffizier der Heeresgruppe Rudolf-Christoph Freiherr von Gersdorff.
Nach dem Krieg wurde Schulz im Rahmen des Verfahrens gegen Albert Widmann, beschuldigt, gemeinsam mit Nebe, Widmann und Hans Battista im September 1941 nach Mogilew gefahren zu sein. Dort wollte Nebe neue Methoden erproben, um Geisteskranke zu ermorden, weil er seinen Männern deren Erschießung nicht zumuten wollte. In Mogilew wurde zunächst versucht, die Geisteskranken durch Sprengung in einem Bunker umzubringen. Anschließend wurde die Vergasung mit Motorenabgasen erprobt. Schulz räumte in einer Zeugenvernehmung ein, mitgefahren und über den Zweck der Fahrt informiert gewesen zu sein. Am Tatort habe er jedoch verschiedene Heeres- und Polizeidienststellen besucht und sei erst nach Beendigung der Aktion zur Gruppe zurückgekehrt.
Schulz räumte auch ein, Kenntnis von der im September 1941 erfolgten Ermordung von 632 Geisteskranken in Minsk und 836 Geisteskranken in Mogilew gehabt zu haben, wollte aber auch dabei nicht beteiligt gewesen sein. Christian Gerlach zufolge erfolgte der Massenmord in Mogilew vermutlich kurz vor dem 17. September 1941 in Anwesenheit von Dolmetscher Adolf Prieb, Widmann, Nebe, Schulz, Battista und anscheinend auch Otto Bradfisch in einem zuvor präparierten Raum der Anstalt durch Gas. Schulz gab zu, bei ersten Versuchen mit einem Gaswagen anwesend gewesen zu sein, und erklärte: „Ich empfand Abscheu, war aber nicht befehlender Offizier.“ Er gab auch an, von Massenerschießungen im Raum Minsk und Białystok gewusst zu haben; er sei aber nicht selbst zugegen gewesen. Vom 5. Oktober 1943 bis Juli 1944 war er in der Abteilung IV/1 in Bialystok Mitarbeiter des Kommandeurs der Sicherheitspolizei und des SD. In Vernehmungen nach dem Krieg wollte er nichts von Maßnahmen gegen die polnische Intelligenz gewusst haben, berichtete aber über Enterdungsmaßnahmen im Raum Bialystok.
Im Sommer 1944 nach Deutschland zurückgekehrt übernahm Schulz im Reichssicherheitshauptamt die Leitung der Abteilung V B 2 (Betrug) und nach dem Attentat vom 20. Juli 1944 die Leitung der gerade am 4. Juli neu eingerichteten Gruppe V Wi (Wirtschaftskriminalität), in der die sechs mit Wirtschaftskriminalität befassten Abteilungen zusammengefasst wurden. Entgegen der Zeugenaussagen, die Schulz nach dem Krieg machte, entstand die Gruppe V Wi nicht durch eine Erweiterung der Abteilung V B 2, sondern letztere existierte mit ihrem Schwerpunkt auf Betrug weiter.

### Im Nachkriegsdeutschland

#### Schleswig-Holstein
Im Mai 1945 tauchte Schulz in Flensburg wieder auf, wo er als Verbindungsmann zu den Briten fungierte, Stellvertreter des Polizeipräsidenten wurde und die Kriminalpolizei leitete. Er behauptete, Berlin am 22. April illegal verlassen zu haben. Da seine Personalakte in den Kriegswirren angeblich verloren gegangen war, ließ er sich am 12. Mai in Flensburg Zeugnisse aus der Zeit von 1926 bis 1931 beglaubigen und legte auch eine Bescheinigung vor, wonach er am 22. April zur Dienstleistung der Kripo-Außenstelle Flensburg überwiesen worden sei und dort am 3. Mai 1945 seinen Dienst angetreten zu haben. Am 13. Mai wurde er vom britischen militärischen Geheimdienst FSS verhört und konnte offenbar durch seine Englischkenntnisse und seine Berichte über seine Kontakte zu Scotland Yard und zu Percy Sillitoe, dem Chef des MI 5, beeindrucken und so eine genauere Überprüfung seiner Tätigkeiten während des Nationalsozialismus vermeiden.
Am 1. November 1945 wurde Schulz als Major der Schutzpolizei in Rendsburg in den Polizeidienst übernommen. Binnen Monatsfrist wurde er zum Stab der Gendarmerie nach Schleswig abgeordnet und erhielt am 1. April 1946 eine Planstelle beim Stab des Chefs der Polizei. Im August 1946 wurde er als ehemaliger SS-Angehöriger wegen seiner Tätigkeit im Reichskriminalpolizeiamt erneut überprüft und zum 23. August 1946 aus dem Polizeidienst entlassen. Er wurde daraufhin für den Ermittlungsdienst der Polizei der Royal Air Force tätig. Schulz legte zugleich bei der Militärregierung Einspruch gegen seine Entlassung ein und wurde im Juli 1947 als Kriminalpolizeiinspektor für eine zweijährige Probezeit bei der Landespolizeiverwaltung eingestellt, weil „überzeugende Beweise vorliegen, dass er weder ein überzeugter noch ein fanatischer Nazi war und seine Verbindung mit der Partei allein auf sein professionelles Streben als Polizist zurückzuführen war“. Bis zum 10. April 1949 arbeitete er als Referent für die Kriminalpolizei im Landesministerium des Innern. Ab 1947 war er außerdem Sonderbeauftragter der Landesregierung für Korruption und Schwarzmarktbekämpfung. Dann übernahm er die Leitung der Kriminalpolizei bei der Polizeigruppe Nord in Schleswig-Holstein.
1948 wurde Schulz als „Minderbelasteter“ in der Kategorie IV entnazifiziert und 1949 als „Mitläufer“ in Kategorie V eingestuft. Am 25. Mai 1949 erfolgte die Beförderung zum Kriminalpolizeirat und im August die Einstellung auf Lebenszeit.

#### Chef des Landeskriminalamtes Bremen
Im Mai 1952 bewarb sich Schulz auf die Stelle des Leiters der Kriminalpolizei in Bremen, wurde im August 1952 ausgewählt und trat am 1. September 1952 seinen neuen Dienst an. Im Oktober 1955 wurde Schulz auf Bitte von Sir Percy Sillitoe für eine Ermittlung gegen einen Diamantenschmugglerring in Sierra Leone beurlaubt. Im September 1960 wurde er zum Kriminaldirektor ernannt. Ende September 1968 trat er in den Ruhestand. Bevor er einem Herzinfarkt erlag, soll er sich als Immobilienmakler betätigt und seiner dritten Ehefrau hohe Schulden hinterlassen haben.

#### Ermittlungsverfahren
Im Zuge der Ermittlungen gegen Angehörige der Einsatzgruppen wurde gegen Ende der 1950er Jahre auch gegen Schulz ermittelt. So wurde er bei den Voruntersuchungen zum Verfahren gegen Widmann als Beschuldigter geführt. Der Generalstaatsanwalt von Bremen, Hanns Dünnebier, zog am 22. Dezember 1959 die Ermittlungen an sich und gab sie an die Zweigstelle des Landgerichts nach Bremerhaven ab. Schulz wurde am 1. August 1958 im Verfahren gegen Otto Bradfisch und am 9. März 1959 im Verfahren gegen Widmann als Zeuge vernommen. Da kein Zeuge seine Anwesenheit am Tatort bestätigte, stellte die Staatsanwaltschaft Bremerhaven am 18. Juli 1960 das Verfahren gegen Schulz ein, da eine strafbare Beteiligung an den Verbrechen der Einsatzgruppe B nicht zu beweisen sei. In weiteren Verfahren wurde Schulz vernommen, etwa im Verfahren gegen Hans Battista im November 1962 in Wien. Bei Zeugenterminen in seinen Ermittlungsverfahren meldete er sich in Bremen krank. Ein Verfahren der Zentralstelle im Lande Nordrhein-Westfalen für die Bearbeitung von Nationalsozialistischen Massenverbrechen in Dortmund wurde am 18. März 1965 aus Mangel an Beweisen eingestellt, ein weiteres am 1. Februar 1971 mangels hinreichenden Tatverdachts. Das Landgericht Hamburg stellte am 14. August 1978 ein Verfahren wegen mangelnden Beweisen ein und sah am 19. September 1979 wegen Strafverjährung von einer Anklageerhebung ab.
Dem Historiker Michael Wildt dient Schulzens Karriere als Beispiel für die Kraft der Institution RSHA. „Erst das Amalgam aus konzeptioneller Radikalität, neuen Institutionen und einer an keine Grenzen stoßenden Machtpraxis im Krieg konnte jenen Prozeß der Radikalisierung freisetzen, der in den Völkermord mündete. Umgekehrt gilt daher, daß diese Weltanschauungstäter ohne jene spezifischen Institutionen und ohne entgrenzte Praxis zwar Radikale hätten bleiben können, aber nicht mehr über die Macht verfügen, ihre Weltanschauung Wirklichkeit werden zu lassen. Daß der ehemalige Nebe-Adjutant Karl Schulz nach dem Krieg Chef des Landeskriminalamtes Bremen werden konnte, ist moralisch betrachtet ohne Zweifel verwerflich; in seiner Funktion war er indessen nun in einen rechtsstaatlichen Kontext eingebunden, der keinerlei Entgrenzung mehr möglich machte.“